# Kalor Đukić
Kalor Đukić (Subotica, oko 1820. – Subotica, 1910.) je bio bački bunjevački Hrvat, zemljoposjednik (s posjedom od 127 kj 1903. godine), poslanik subotičke skupštine, član Pučke kasine od njezina osnivanja i njezin treći predsjednik (1891. – 1896.) Godišnjoj skupštini Pučke kasine je 5. siječnja 1896. godine podnio pismenu molbu da ga zbog starosti oslobodi rukovođenja udrugom. Nekoliko mjeseci nakon toga (2. svibnja) bio je s Ivanom Malagurskim orni inicijator molbe upućene ministru prosvjete Vlašiću. U njoj je tražio da se u osnovnim školama, u kojima hrvatska djeca čine većinu, započne nastava na materinjem hrvatskom jeziku. Za mjesec dana molbu je potpisom podržalo 1000 Subotičana. Njegov skromni dom nalazio se na Somborskom putu (V, 5) uz objekt čiji kutni dio je gledao na Blaškov križ.